# Dvodojak (album)
Dvodojak je trinaesti album hrvatskog glazbenog sastava Vatrogasci iz 2014. godine

## Popis pjesama
1. Panika

2. Ana (Ako Odeš)

3. Brz

4. Inventura logike

5. Balon

6. Dijetelina

7. Ko te iznervir'o

8. Euforija

9. Tika taka tika fak

10. Dvodojak

11. Sudbina

12. Zemlja

13. Steram te u heven

Credits

Artwork [Cover Illustration] – Sven Gjurček

Backing Vocals – Petra Tulić

Harmonica – Mislav Duvnjak

Lead Guitar – Pero Sesartić (tracks: 10)

Mixed By, Mastered By – Zarko Fabek - Febo*

Musician – Jura*, Slaven*

Recording Supervisor – Dario Duliba

Tambourine – Danijel Meseljević (tracks: 11, 13)

Tambourine, Backing Vocals – Zemlja - Zrak (tracks: 6)

Vocals – Duška Mijatović (tracks: 7), Dugi*

Vocals, Musician – Gugi*, Tiho*